# 锦绣大道 (合肥)
锦绣大道，中国安徽省合肥市的一条东西干道，西起蜀山区翡翠路，东达包河区吉林路。锦绣大道已建成全长15公里(其中吉林路至南淝河路约1.8公里，上海路至翡翠路约13.2公里)，经过南淝河路、上海路、北京路、包河大道、庐州大道、徽州大道、宿松路、习友路、始信路、莲花路、金寨路等道路。沿路有合肥工业大学翡翠湖校区、合肥师范学院锦绣校区、合肥学院、南艳湖公园、滨湖国际会展中心、安徽省地质资料馆、合肥上海世界外国语学校等。上海路至金寨路段有快速化改造计划。

## 轨道交通
- █ 1号线：滨湖会展中心
- █ 3号线：工大翡翠湖校区
- █ 7号线（在建）